# Zsírozás

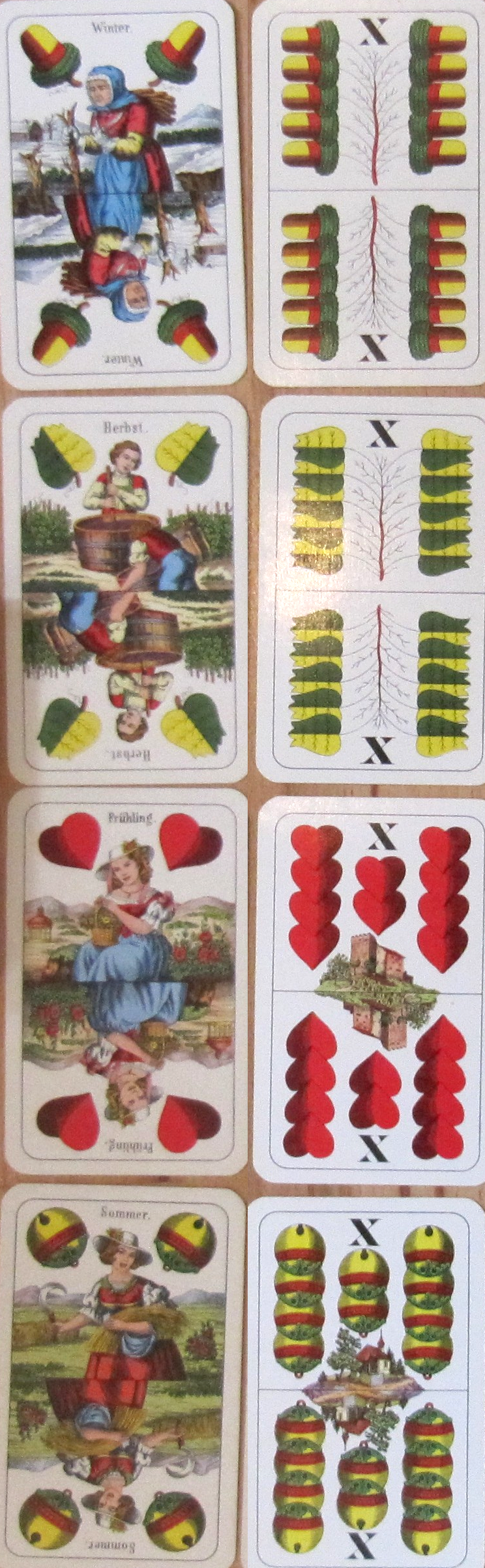
A „zsírok”, azaz a négy ász és a négy tízes lap

A zsírozás (más néven hetes) egyszerű, népszerű kártyajáték, normál esetben ketten vagy négyen játsszák magyar kártyával, de páratlan, valamint több pakli felhasználásával tulajdonképpen korlátlan számú résztvevővel is játszható. A játék célja, hogy minél több „zsírt” (ászt vagy tízest) gyűjtsünk össze az ütéseinkkel a játék során. A játékban nincs aduszín és a két zsírt kivéve, amik tíz-tíz pontot érnek, a lapoknak nincs pontértékére, rangsora. A zsírozás kevésbé ismert neve, a hetes arra utal, hogy a játékban az egyébként értéktelen hetes lappal bármelyik másik lapot fogni lehet.

## A játék menete
Ha négy fő játszik, akkor ketten-ketten egy párt alkothatnak, akik egymással szemben ülnek.
Az osztásnál minden játékos négy-négy lapot kap, a többi kártyát középre helyezik, ahonnan minden kör után húznak egy vagy több új lapot (annak megfelelően, hogy hány kártya ment ki az adott körben). Az osztótól jobbra lévő játékos kezdi a játékot bármelyik kártyával.  A kihívott lapot csak azonos értékű kártyával lehet ütni. Kiemelt lap a hetes (VII), mert ezt a lapot bármely kihívottal egyezőként használhatjuk. Például: amennyiben az első játékos nyolcassal (VIII) kezd, a következő erre szintén nyolcast (VIII) tesz, a követő mondjuk kilencest (IX), végül a negyedik egy ászt (Á). Ebben a körben a második játékos viheti a lapokat, hiszen csak ő tudott azonos értékű kártyát tenni.
Egy kihívott lapot többször is meg lehet ütni. Ha például a kezdő játékos egy tízessel nyit és ezt valaki megüti, a hívó folytathatja egy következő körrel és a letett lapokat másodszor, akár többször is megütheti, a végén pedig az összegyűlt kupac azé lesz, aki a kihívó lappal megegyező utolsó lapot vagy hetest tette le.
Aki az ütést vitte, az hívhat újra.
A győztes az lesz, aki a legtöbb ászt és tízest nyerte el a játszma során. Két játékos esetén ez minimum öt lapot jelent. Egyenlőség esetén az nyer, aki utoljára ütött. Aki a játék során egyszer sem tudott ütni, az „kopasz” marad. Négy játékos esetén a párok ütéseiket összeadják. Magyarország nyugati részén a "zsír" lapok pontértékkel bírnak (az ász 11, a tízes 10 pontot ér) ezeket a játék végén összeadják. Így csak nagyon ritkán, két játékos esetén egyáltalán nem fordul elő döntetlen eredmény, mivel a játék során igencsak nehézkes az ütések számát fejben tartani!
Ha négyen játszanak, a párok közti kommunikáció nem megengedett. Ha mégis, akkor mindössze négy szó használható, melyekkel azt javasolhatjuk partnerünknek, hogy mit játsszon: „Üss!” – azaz a kihívott lappal megegyezőt tégy!,  illetve „Ne üss!”, „Zsírt!” – vagyis játssz ászt vagy tízest!, illetve „Ne zsírt!”

## A „közbefogás”
Főként Nyugat-Magyarországon és Fejér vármegyében a játéknak két fajtája van, a közbefogásos és a közbefogás nélküli. Azt nevezik közbefogásnak, amikor a játékos nem fogta a kört, de valaki fogta, így a következő kártyadobásnál már olyan lapot dob rá, amely fogná azt (hetest vagy a hívólapot). A közbefogás nélküli játékban az így rádobott hetesek és a hívólappal egyenértékű lapok már nem fogják a menetet. A közbefogás/közbefogás nélküli kérdése csak 3 vagy több játékos esetén nyer értelmet. Közbefogás nélküli körnél az egymással szemben ülő felek egyáltalán nem kommunikálhatnak.

## Három játékos
Lehet hárman is zsírozni, ekkor - amikor nem marad lap valakinek - az kimarad egy körből. Ha fogják a kört, amelynél épp kimarad, akkor a következő kártyadobásnál már foghat ő is.
A háromszemélyes zsír másik alternatívája, ha a pakliból kiveszünk két VIII-as kártyát, így mindenkinek egyenlő számú lap jut. A maradék két VIII-as lap egyenértékűvé válik a VII-es lapokkal.

## A húzás és a keverés
Mindig az adott hívás nyertese húz először, őt követik a többiek. Vagy mindig a játszma nyertese kever, vagy pedig folyamatosan sorban mindig más kever. Akinek utoljára osztanak lapot, az marad a kör végére alapesetben. Aki elsőnek kap lapot, az hívhat először. A keverő megkérheti az előző játszma kopaszát arra, hogy emeljen, ekkor a kopasz bárhány lapot emelhet, amit a pakli aljára tesznek vissza. Magyarország nyugati részén főszabályként mindig az kever, aki a játékban veszít, mondván, hogy "dolgoznia" a vesztesnek kell. A győztes fél addig kinyújtóztathatja magát, lazíthat, illetve a vesztes által már megkevert és felkínált paklin emelhet.  

## Többpaklis zsírozás
Baráti, ismerősi össznépi játszmák során szokás két vagy akár több paklival játszani. A paklikat össze kell keverni, és a játék teljesen a zsírozás szabályainak megfelelően zajlik. 5 vagy több emberes partikon szokás használni. A kézben levő kártyák számát is lehet növelni a paklik számától függően, ez esetben azonban a játék nehezedik, hiszen nagyobb figyelmet követel a játékosoktól.

## Külső hivatkozások
- Zsírozás app Android platformon futó alkalmazás, amivel a Zsírozás játszható
- Böngészőben játszható Zsírozás
- homoludens.hu: Zsírozás
- Református Gyerekhonlap: Zsírozás